# Haloalcà

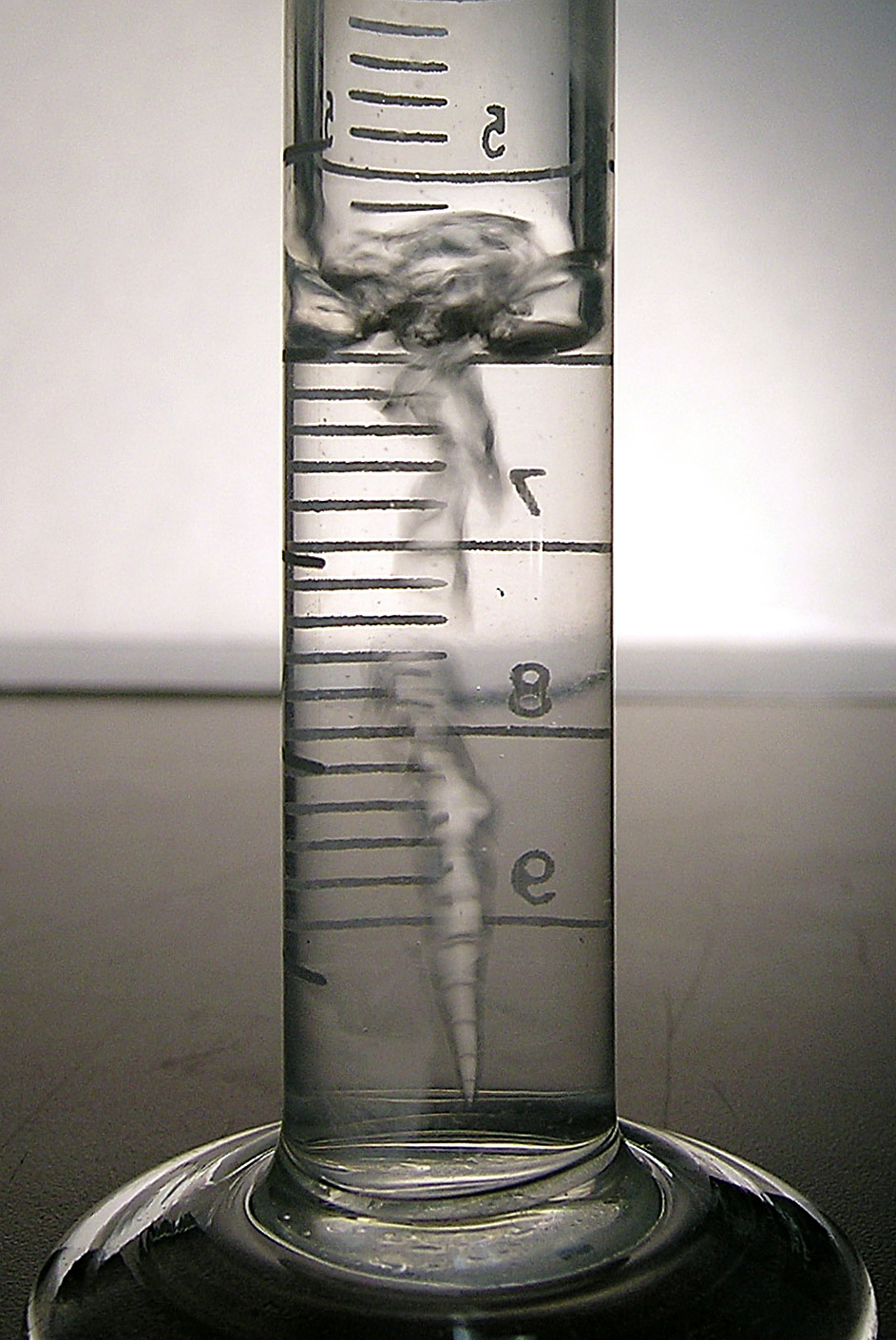
El tetrafluoroetà (un haloalcà) és un líquid clar que bull per sota de la temperatura ambient, tal s'observa a la imatge. Es pot extreure d'envasos corrents de netejadors en aerosol simplement invertint-los durant l'ús.

L'haloalcà, halogenalcà o halur d'alquil és un tipus de compost químic, que químicament consisteix en un alcà modificat, com el metà o l'età, amb un o més halògens com el clor o el fluor substituint els hidrògens, convertint-los en un tipus d'halur orgànic. Són coneguts sota molts noms químics i comercials. S'empren amplament com a refrigerants, agents extintors d'incendis, propel·lents i dissolvents. Alguns haloalcans (els que contenen clor i brom) es creu que tenen efectes negatius sobre el medi ambient, especialment amb la destrucció de la capa d'ozó o forat de la capa d'ozó. Una de les famílies d'aquest grup són els clorofluorocarburs (CFC).
Un haloalcà també conegut com a halogenur d'alquil, halogenalcà i halur d'alquil és un compost químic obtingut d'un alcà substituint un o més àtoms d'hidrogen amb àtoms d'halogen. La substitució amb fluor, clor, brom i iode origina fluoroalcans, cloroalcans, bromoalcans i iodoalcans, respectivament. També són possibles els composts mixtos, sent els exemples més coneguts el clorofluorocarburs (CFCs) que són els principals responsables de la destrucció de l'ozó.
Freon, en català freó, és un nom comercial per a un grup de clorofluorocarburs emprats principalment com a refrigerants. La paraula Freon® és una marca registrada que pertany a DuPont.
Hi ha 3 tipus d'haloalcans: Primaris, secundaris i terciaris. En els haloalcans primaris el carboni unit a l'àtom d'halogen només s'uneix a un altre grup d'alquil, tanmateix s'ha de senyalar que els composts d'halurs de metà com el CH3Br es consideren també haloalcans primari tot i que no hi ha cap grup d'alquil; els haloalcans secundaris on el carboni que porta l'àtom d'halogen és adjunt a 2 grups d'alquil i finalment els haloalcans terciaris caracteritzats per l'enllaç del carboni que porta l'àtom d'halogen a tres grups d'alquil.

## Composts de clor i fluor (CFC, HCFC)

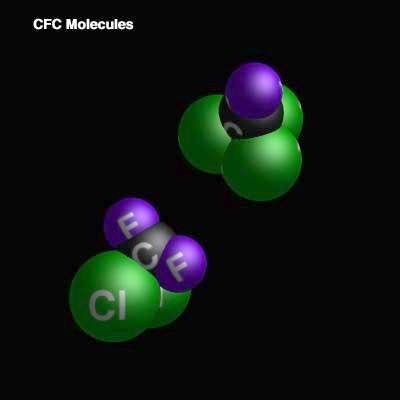
Molècules de CFC.

Els clorofluorocarburs (CFC) són composts que només contenen clor, fluor i carboni, i no contenen gens d'hidrogen. Varen ser emprats àmpliament en la indústria, per exemple com a refrigerants, propulsants, i dissolvents de neteja. El seu ús ha estat prohibit pel Protocol de Montreal, a causa dels seus efectes sobre la capa d'ozó. Són també gasos hivernacle molt potents, per exemple el CFC-12 té un potencial d'escalfament global (durant un període de cent anys) d'11.000. Els CFC tenen semivides d'entre 50-100 anys, per la qual cosa la seva presència en l'atmosfera i la reactivitat amb l'ozó es manté durant molt de temps. Una molècula de CFC típicament degrada al voltant de 10.000 molècules d'ozó abans de la seva supressió, però aquest nombre pot a vegades ser de milions.
Els hidroclorofluorocarburs (HCFCs) són una classe d'haloalcans on no tot l'hidrogen s'ha substituït per clor o fluor. S'utilitzen principalment com a substituts dels clorofluorocarburs (CFC), ja que la seva capacitat de depleció de l'ozó és del voltant d'un 10% de la dels CFCs.

## Composts de fluor i hidrogen (HFC, PFC)
Els hidrofluorocarburs (HFCs) no contenen clor i estan compostos íntegrament per carboni, hidrogen, i fluor. Els perfluorocarburs (PFCs) estan formats només per carboni i fluor, sense rastre d'hidrogen. Es creu que només els composts que contenen clor i brom fan malbé la capa d'ozó, mentre que el fluor no és un destructor de l'ozó, motiu pel qual ambdós grups de composts no tenen cap efecte conegut sobre la capa d'ozó i s'usen com a substitutius. Malgrat no ser destructors de l'ozó, els HFCs i perfluorocarburs són potents gasos hivernacle, per la qual cosa fomenten l'escalfament global. Tots dos grups d'haloalcans, hidrofluorocarburs (HFCs) i perfluorocarburs (PFCs), són objectius del Protocol de Kyoto. Allan Thornton, president de l'Environmental Investigation Agency, una organització de vigilància del medi ambient, diu que els HFCs són fins a 12.500 vegades més potents que el diòxid de carboni en la seva capacitat de provocar l'escalfament global. Thornton també diu que molts països estan produint innecessàriament aquests productes químics només amb l'objectiu d'aconseguir crèdits de carboni de manera fraudulenta.Així, com a resultat del comerç de carboni promogut pel Protocol de Kyoto, gairebé la meitat dels crèdits d'emissions dels països en procés de desenvolupament són de HFCs. Per exemple, la Xina ha aconseguit milers de milions de dòlars en crèdits de carboni mitjançant la recuperació i destrucció de subproductes industrials com el HFC-23, amb el resultat que aquests crèdits de carboni dominen el mercat a costa dels projectes d'energies renovables.

## Polímers d'haloalcans

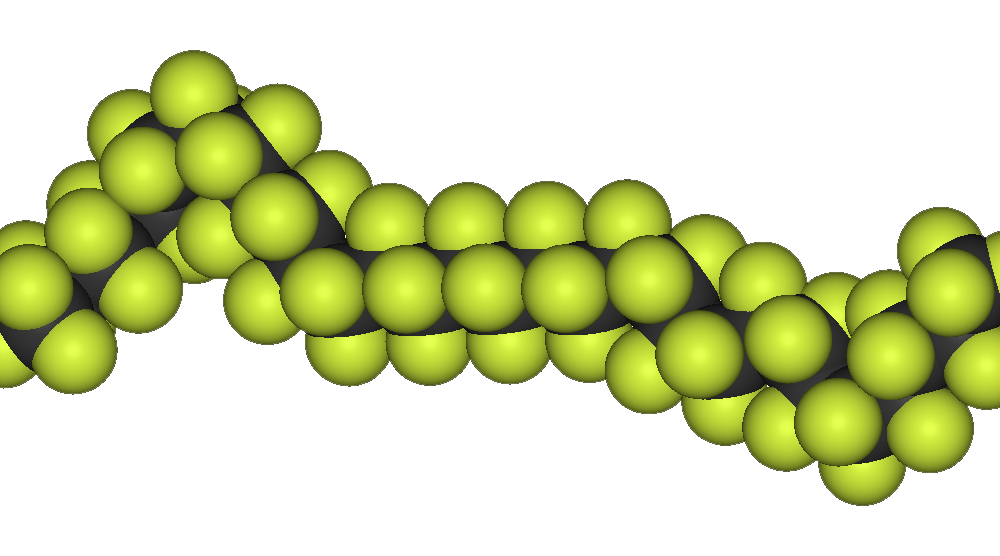
Representació de la molècula de politetrafluoretilè (tefló).

Els alquens de clor o fluor es poden polimeritzar, donant lloc a polímers d'haloalcans amb notables propietats de resistència químiques. Els exemples més importants inclouen el policloroetè (clorur de polivinil, PVC), i el politetrafluoroetilè (PTFE o tefló), però existeixen molts més polímers halogenats.

## Història

### Desenvolupament original
El tetraclorur de carboni s'utilitzava en extintors i en "bombes de mà antifoc" de vidre des de finals del segle dinovè segle fins al voltant de la fi de la Segona Guerra Mundial. L'experimentació amb cloroalcans per a la supressió de focs en aeronaus militars va començar com a mínim tan prompte com els anys vint del segle passat.
L'enginyer americà Thomas Midgley va desenvolupar els clorofluorocarburs (CFC) el 1928 com a substituts per a l'amoníac (NH₃); el clorometà (CH₃Cl); i el diòxid de sofre (SO₂), que són tòxics però eren en aquella època usats com a refrigerants. Degut als problemes anteriors es buscava desenvolupar nous composts amb un punt d'ebullició baix, no tòxics i generalment no reactius. En una demostració per a la Societat Química Americana, Midgley va demostrar espectacularment totes aquestes propietats inhalant el gas i utilitzant-lo per a apagar una espelma.
Midgley va desenvolupar específicament el CCl₂F₂. Tanmateix, un dels trets atractius d'aquests composts és l'existència d'una família sencera, on cada membre té un punt d'ebullició únic que es pot ajustar a aplicacions diferents. A part de la seva aplicació original com refrigerants, els clorofluoroalcans s'han utilitzat com a propel·lents d'aerosols, dissolvents per a la neteja de circuits electrònics, i agents escumejants per a fer plàstics expandits (com per exemple, el poliestirè expandit utilitzat en materials d'embalatge i tasses de cafè d'un sol ús).

### Desenvolupament comercial i ús

Molècules de CFC-12 i HFC-134a.

Durant la Segona Guerra Mundial, diversos alcans eren d'ús estàndard en avions militars dels combatents.
Durant els anys seixanta, els fluoroalcans i bromofluoroalcans es tornaven disponibles i varen ser reconeguts ràpidament com als materials de lluita contra el focs més eficaços mai descoberts. La major part de les primeres recerques amb l'haló 1301 foren fetes sota els auspicis de les Forces Armades dels EUA, mentre que l'haló 1211 principalment es desenvolupava, inicialment, al Regne Unit. A les acaballes dels anys seixanta eren estàndards en moltes aplicacions on l'aigua i els extintors de pols seca suposaven una amenaça de dany a la propietat protegida, incloent-hi sales informàtiques, centrals de telecomunicacions, laboratoris, museus i galeries d'art. Començant amb els vaixells de guerra, durant els anys setanta, els bromofluoroalcans progressivament també venien a ser associats amb l'extinció ràpida d'incendis.
La recerca d'alternatives a l'ús dels clorofluorocarburs com a refrigerants va començar a les darreries dels setanta després que els primers avisos de dany a l'ozó estratosfèric es publiquessin en la revista Nature el 1974 per Molina i Rowland (els quals compartirien el Premi Nobel de química el 1995 per al seu treball). A l'afegir hidrogen i així crear hidroclorofluorocarburs (HCFC), els químics feren menys estables els composts en la baixa atmosfera, permetent-los descompondre abans d'arribar a la capa d'ozó. Les alternatives posteriors prescindiren del clor, creant hidrofluorocarburs (HFC) amb vides fins i tot més curtes en la part inferior de l'atmosfera.
A principis dels vuitanta, els bromofluoroalcans eren d'ús comú en avions, vaixells i grans vehicles així com en instal·lacions informàtiques i museus. Tanmateix, s'estava començant a sentir la preocupació sobre l'impacte dels cloroalcans i bromoalcans en la capa d'ozó. La Convenció de Viena sobre la protecció de la capa d'ozó no cobria els bromofluoroalcans perquè en aquella època es pensava que la descàrrega d'emergència en sistemes d'extinció era massa petita en volum per produir un impacte significatiu, i molt important per a la seguretat humana com per restringir-la. Els halons s'introduïren al Protocol de Montreal.

### Retirada progressiva
L'ús de certs cloroalcans com a dissolvent per a aplicacions a gran escala, per exemple com la neteja en sec, ha estat eliminat per la directiva de la IPPC de gasos hivernacle del 1994 i per la directiva 2004/42 sobre composts orgànics volàtils (VOC) de la Unió Europea, i s'han eliminat en gran part els bromofluoroalcans i la possessió de tals materials es prohibeix.
La producció d'aquests productes va finalitzar completament en la majoria (probablement tots) de països a partir de 1994. Tanmateix molts països encara exigeixen que les aeronaus vagin equipades amb sistemes d'extinció d'halons perquè no s'ha descobert cap alternativa segura i completament satisfactòria per a aquesta aplicació. Hi ha també alguns altres usos, altament especialitzats. Per a aquests usos es recicla l'haló a través de "bancs d'halons" coordinats per l'Halon Recycling Corporation.
Els EUA els tècnics i altres persones que compren o treballen amb CFC, HCFC i HFC han d'aprovar exàmens posats per la Environmental Protection Agency (EPA) per obtenir una llicència. Amb un examen, el qual es pot fer en línia, es pot obtenir la llicència 609 que permet a una persona treballar en els condicionadors d'aire dels automòbils. Es necessiten quatre exàmens per a una llicència 608, la qual permet al titular treballar en tots els altres tipus de refrigeració i equip d'aire condicionat. Aquestes proves són donades per grups privats aprovats per l'EPA.
El 21 de setembre de 2007, en una cimera a Mont-real patrocinada de Nacions Unides, aproximadament 200 països acceptaven accelerar l'eliminació dels hidroclorofluorocarburs, els quals han d'estar totalment eliminats el 2020. Les nacions en desenvolupament tenen de termini fins a 2030.

## Nomenclatura

### Nomenclatura IUPAC
La denominació formal dels haloalcans hauria de seguir la nomenclatura de la IUPAC, que posa l'halogen com a prefix de l'alcà. Per exemple, l'età amb brom s'anomena bromoetà, el metà amb quatre grups de clor rep el nom de tetraclorometà. Tanmateix, molts d'aquests composts tenen ja un nom trivial establert, al qual dona suport la nomenclatura de la IUPAC, per exemple cloroform (triclorometà) i clorur de metilè (diclorometà). Per a evitar possibles ambigüitats, aquest article segueix la nomenclatura sistemàtica en tota la seva extensió.

### Nomenclatura alternativa per a refrigerants
El sistema de nomenclatura de refrigerants s'utilitza principalment per als alcans clorats i fluorats de cadena curta emprats a la refrigeració. Als EUA l'estàndard s'especifica en la normativa ANSI/ASHRAE Standard 34-1992, i els seus suplements anuals addicionals Aquest sistema, desenvolupat fa dècades, s'ha convertit en un sistema de nomenclatura internacional. El sistema ANSI/ASHRAE emprava com a prefixos FC (fluorocarburs) o R (refrigerant), però actualment es fan servir majoritàriament els següents prefixos per a una classificació més específica:
- CFC Llista de clorofluorocarburs
- HCFC Llista d'hidroclorofluorocarburs
- HFC Llista d'hidrofluorocarburs
- FC- Llista de fluorocarburs
- PFC Llista de perfluorocarburs (completament fluorats)

El sistema de codificació per a aquesta nomenclatura és prefix-01234a a on:
- prefix un dels següents: CFC, HCFC, HFC, FC, PFC
- 0 Nombre d'enllaços dobles (omès si zero)
- 1 àtoms de carboni -1 (omès si zero)
- 2 àtoms d'hidrogen +1
- 3 àtoms de fluor
- 4 = Canviats per brom (s'afegeix "B" al prefix)
- S'afegeix una lletra per a identificar els isòmers, l'isòmer "normal" en qualsevol nombre té la més petita diferència de massa en cada carboni, i a, b, o c són afegides a mesura que les masses divergeixen del normal.

### Nomenclatura alternativa d'halons
Igual que l'anterior també s'ha convertit en un sistema de nomenclatura internacionalment utilitzat. Va ser ideat pel cos d'enginyers de l'exèrcit nord-americà, (U.S. Army Corps of Engineers). Els halons són hidrocarburs halogenats destinats a ser emprats com a agents extintors, especialment per focs causats per líquids inflamables o gasos explosius.
En aquesta nomenclatura a l'acabo "haló" li segueix un nombre de 3, 4 o 5 xifres on el primer dígit correspon al nombre d'àtoms de carboni, el segon al nombre d'àtoms de fluor, el tercer al nombre d'àtoms de clor, el quart al nombre d'àtoms de brom i el cinquè correspon al nombre d'àtoms de iode. Els zeros finals no s'expressen. Per exemple l'haló 1301 correspon al compost de fórmula CBrF₃, (bromotrifluorometà).

## Visió general dels composts
| Visió general dels haloalcans | Visió general dels haloalcans             | Visió general dels haloalcans                                            | Visió general dels haloalcans |
| --- | ----------------------------------------- | ------------------------------------------------------------------------ | ----------------------------- |
| Aquesta taula dona una visió de conjunt de la majoria dels haloalcans d'ús general o coneguts comunament. La llista inclou productes fabricats en grans volums, així com a productes químics per a laboratori |                                           |                                                                          |                               |
| Nom sistemàtic | Nom(s) Comu/Trivial                       | Codi                                                                     | Formula química               |
| Halometans |                                           |                                                                          |                               |
| Clorometà | Clorur de metil                           |                                                                          | CH₃Cl                         |
| Diclorometà | Clorur de metilè                          |                                                                          | CH₂Cl₂                        |
| Triclorometà | Cloroform                                 |                                                                          | CHCl₃                         |
| Tetraclorometà | Tetraclorur de carboni, Freó 10           | CFC-10                                                                   | CCl₄                          |
| Tetrafluorometà | Tetrafluorur de carboni, Freó 14          | PFC-14 (CFC-14 i HF-14 també emprats, encara que formalment incorrectes) | CF₄                           |
| Triclorofluorometà | Freó-11, R-11                             | CFC-11                                                                   | CCl₃F                         |
| Diclorodifluorometà | Freó-12, R-12                             | CFC-12                                                                   | CCl₂F₂                        |
| Clorotrifluorometà |                                           | CFC-13                                                                   | CClF₃                         |
| Clorodifluorometà | R-22                                      | HCFC-22                                                                  | CHClF₂                        |
| Trifluorometà | Fluoroform                                | HFC-23                                                                   | CHF₃                          |
| Clorofluorometà | Freó 31                                   |                                                                          | CH₂ClF                        |
| Difluorometà |                                           | HFC-32                                                                   | CH₂F₂                         |
| Fluorometà | Fluorur de metil                          | HFC-41                                                                   | CH₃F                          |
| Dibromometà | Bromur de metilè                          |                                                                          | CH₂Br₂                        |
| Tribromometà | Bromoform                                 |                                                                          | CHBr₃                         |
| Bromoclorometà |                                           | Haló 1011                                                                | CH₂BrCl                       |
| Bromoclorodifluorometà | BCF, Haló 1211 BCF, o Freó 12B1           | Haló 1211                                                                | CBrClF₂                       |
| Bromotrifluorometà | BTM, Haló 1301 BTM, o Freó 13BI           | Haló 1301                                                                | CBrF₃                         |
| Trifluoroiodometà | Iodur de trifluorometil                   | Freó 13T1                                                                | CF₃I                          |
| Haloetans |                                           |                                                                          |                               |
| 1,1,1-Tricloroetà | Metil cloroform, tri                      |                                                                          | Cl₃C-CH₃                      |
| Hexacloroetà |                                           | CFC-110                                                                  | C₂Cl₆                         |
| 1,1,2-Tricloro-1,2,2-trifluoroetà | Triclorotrifluoroetà,R-113, Freó 113      | CFC-113                                                                  | Cl₂FC-CClF₂                   |
| 1,1,1-tricloro-2,2,2-trifluoroetà | R-113a, Freó 113a                         | CFC-113a                                                                 | Cl₃C-CF₃                      |
| 1,2-Dicloro-1,1,2,2-tetrafluoroetà | Diclorotetrafluoroetà, R-114, Freó 114    | CFC-114                                                                  | ClF₂C-CClF₂                   |
| 1-Cloro-1,1,2,2,2-pentafluoroetà | Cloropentafluoroetà                       | CFC-115                                                                  | ClF₂C-CF₃                     |
| 2-Cloro-1,1,1,2-tetrafluoroetà |                                           | HFC-124                                                                  | CHFClCF₃                      |
| 1,1,2,2,2-pentafluoroetà | Pentafluoroetà                            | HFC-125                                                                  | CHF₂CF₃                       |
| 1,1,2,2-Tetrafluoroetà |                                           | HFC-134                                                                  | F₂HC-CHF₂                     |
| 1,1,1,2-Tetrafluoroetà | R-134a                                    | HFC-134a, Suva-134a                                                      | F₃C-CH₂F                      |
| 1,1-Dicloro-1-fluoroetà |                                           | HCFC-141b                                                                | Cl₂FC-CH₃                     |
| 1-Cloro-1,1-difluoroetà |                                           | HCFC-142b                                                                | ClF₂C-CH₃                     |
| 1,2-Dicloroetà | Diclorur d'etilè                          | Freó 150                                                                 | ClH₂C-CH₂Cl                   |
| 1,1-Dicloroetà | Diclorur d'etilidè, 1,1-DCE               | Freó 150a                                                                | Cl₂HC-CH₃                     |
| 1,1-Difluoroetà | R-152a                                    | HFC-152a                                                                 | F₂HC-CH₃                      |
| Haloalcans de cadena més llarga y polímers |                                           |                                                                          |                               |
| 1,1,1,2,3,3,3-Heptafluoropropà | Heptafluoropropà                          | HFC-227ea, FE-227, FM-200                                                | F₃C-CHF-CF₃                   |
| Decafluorobutà | Perfluorobutà                             | R610, PFB, CEA-410                                                       | F₃C-CF₂-CF₂-CF₃               |
| Policloroetè | Clorur de polivinil, PVC                  |                                                                          | -[CHCl-CH₂]x-                 |
| Politetrafluoroetè | Politetrafluoroetilè, PTFE, Teflon, Tefló |                                                                          | -[CF₂-CF₂]x-                  |
| |                                           |                                                                          |                               |

## Síntesi
Els halurs d'alquil es poden sintetitzar des d'alcans, alquens, alcohols o àcid carboxílic.

### Des d'alcans
Els alcans reaccionen amb els halògens mitjançant l'halogenació radicalària. En aquesta reacció un àtom d'hidrogen és eliminat de l'alcà, i llavors és substituït per un àtom d'halogen per reacció amb una molècula d'halogen diatòmica. L'intermediari reactiu en aquesta reacció és un radical lliure i la reacció s'anomena una reacció en cadena radical.
Etapa 1: X₂→ 2 X· (Iniciació)
Etapa 2: X· + R-H →R· + HX (1a etapa de propagació)
Etapa 3: R· + X₂→ R-X + X· (2a etapa de propagació)
Les etapes 2 i 3 es continuen repetint, cada una subministrant l'intermedi reactiu necessari per a l'altra etapa. Això es coneix com a reacció en cadena radicalària. La reacció continua fins que els radicals són consumits en una de les tres etapes d'acabament:
R· + X·→ R-X
2 X·→ X₂
2 R·→ R-R
En la primera el producte és el mateix que el de l'étapa 3, l'haloalcà desitjat, però a través de la destrucció de dos radicals. La segona és la reacció inversa a l'etapa 1.

### Des d'alquens
En la hidrohalogenació, una reacció d'addició electrofílica, un alquè reacciona amb un halur d'hidrogen sec (HX) com el clorur d'hidrogen (HCl) o bromur d'hidrogen (HBr) per formar un haloalcà. El lligam doble de l'alquè es canvia per dos lligams nous, un amb l'halogen i un amb l'àtom d'hidrogen de l'hidràcid de l'halogen. La regla de Markovnikov estableix que en aquesta reacció, és més probable que l'halogen quedi adjunt al carboni més substituït. Per exemple:
H₃C-CH=CH₂ + HCl → H₃C-CHCl-CH₃ però no H₃C-CH₂-CH₂Cl
L'aigua ha de ser absent altrament hi hauria una reacció d'hidratació i, per tant, el procés s'ha de portar a terme en un dissolvent inert sec com el CCl₄ o directament en fase gasosa.
Els alquens també reaccionen amb els halògens (X₂) per formar haloalcans amb dos àtoms d'halogen veïns en una reacció d'addició d'halogen. Això es coneix a vegades com "descoloració" de l'halogen, ja que el reactiu X₂ és de color i el producte és normalment incolor. Per exemple:
H₃C-CH=CH₂ + Br₂ → H₃C-CHBr-CH₂Br

### Des d'alcohols
Un alcanol terciari reacciona directament amb l'àcid clorhídric per produir un cloroalcà terciari:
(H₃C)₃C-OH + HCl → (H₃C)₃C-Cl + H₂O
Però si s'utilitza un alcanol primari o secundari, es necessita un activador, un àcid de Lewis, com el clorur de zenc. Alternativament la conversió es pot realitzar directament utilitzant clorur de tionil, en l'anomenat procés de Darzen.
CH₃-(CH₂)₆-OH + SOCl₂ → CH₃-(CH₂)₆-Cl + SO₂ + HCl
El procés del Darzen és un dels mètodes coneguts més convenients perquè els subproductes són gasosos i així s'escapen, deixant el clorur d'alquil pur. De la mateixa manera es pot convertir un alcanol en bromoalcà fent servir àcid bromhídric o tribromur de fòsfor o en iodoalcà emprant fòsfor vermell i iode (per a generar "in situ" triiodur de fòsfor). Un altre agent halogenant que també s'empra és el pentaclorur de fòsfor.

### Des d'àcid carboxílic
Hi ha dos mètodes per a la síntesi d'halurs d'alquil des d'àcids carboxílics: la reacció Hunsdiecker i la reacció Kochi

## Reaccions dels haloalcans
Els haloalcans són reactius enfront dels nucleòfils. Són molècules polars: el carboni a què s'adjunta l'halogen és una mica electropositiu, mentre que l'halogen és una mica electronegatiu.

### Reaccions de substitució
Les reaccions de substitució impliquen la substitució de l'halogen amb una altra molècula, deixant intacta la cadena de l'hidrocarbur saturat, així com generant un altre producte amb l'halogen.
La hidròlisi, una reacció en la qual l'aigua trenca un enllaç, és un bon exemple de la natura electròfila dels halogenoalcans.
L'enllaç polar atreu un ió hidròxid, OH-. (Sent el NaOH(aq) una font comuna d'aquest ió). Aquest OH- és un nucleòfil amb una càrrega clarament negativa i com que té electrons sobrants en fa donació al carboni donant lloc a un enllaç covalent entre el dos. Això provoca el trencament de l'enllaç C-X per heteròlisi i dona lloc a un ió d'halur, X-. El resultat final és un OH adjunt al grup d'alquil, per crear un alcohol. (La hidròlisi de bromoetà, per exemple, produeix etanol).
A part de la hidròlisi, hi ha alguns altres exemples aïllats de substitució nucleòfila:
L'amoníac (NH₃) i bromoetà produeixen una mescla d'etilamina, dietilamina, i trietilamina (així com les seves sals de bromur), i bromur de tetraetilamoni.
El cianur (CN-) afegit a bromoetà forma propionitril (CH₃CH₂CN), un nitril, i Br-. Els nitrils es poden hidrolitzar posteriorment a àcid carboxílic.

### Reaccions d'eliminació
En lloc de crear una molècula amb l'halogen substituït per una altra cosa, es pot eliminar completament tant l'halogen com un hidrogen pròxim, per a formar un alquè. Per exemple, amb bromoetà i NaOH en etanol, l'anió hidròxid OH- atreu un àtom d'hidrogen, eliminant-se un hidrogen i el brom del bromoetà, donant lloc a C₂H₄ (etè), H₂O i Br-.

## Aplicacions

### Propel·lents
Un ús essencial dels CFCs ha estat com a propel·lents en els inhaladors d'aerosols, medicaments utilitzats per a tractar l'asma. La conversió d'aquests mecanismes i tractaments des de CFC a halocarburs que no tinguin el mateix efecte sobre la capa d'ozó està en desenvolupament. L'habilitat dels propulsants a base de hidrofluoroalcans per a solubilitzar els medicaments i els excipients és molt diferent de la dels CFCs i com a resultat això exigeix una quantitat considerable d'esforç per a reformular (una quantitat significativa d'esforç de desenvolupament també s'ha exigit en la recerca d'alternatives sense CFC per als refrigerants que es basaven en el CFC, especialment per a aplicacions on no pot modificar-se o reemplaçar-se el mecanisme de refrigeració).

### Extinció d'incendis
A temperatures altes, els halons es descomponen per a alliberar àtoms d'halogen que es combinen immediatament amb àtoms d'hidrogen actius, extingint la reacció de propagació de les flames fins i tot quan existeixen restes de combustible, oxigen i calor adequades.

## Problemes mediambientals
El 21 de setembre, de 2007, en una cimera a Montreal patrocinada per les Nacions Unides, uns dos centenars de països acceptaven accelerar l'eliminació dels hidroclorofluorocarburs, els quals han d'estar totalment retirats l'any 2020. Les nacions en desenvolupament tenen de termini fins al 2030. Moltes nacions, com els Estats Units i la Xina, que anteriorment s'havien resistit a tals esforços, signaren el tractat.
Des de les darreries dels anys setanta l'ús dels CFCs s'ha regulat fortament a causa dels seus efectes destructius sobre la capa d'ozó. Després de desenvolupar el detector de captura d'electrons, James Lovelock fou el primer a constatar la presència estesa dels CFCs en l'aire, va trobar una concentració de 60 parts per mil milions de CFC-11 sobre Irlanda. En una expedició de recerca auto-financiada finalitzada el 1973, Lovelock va mesurar la concentració de CFC-11 dins ambdós l'Àrtic i Antàrtic, trobant la presència del gas en cada una de les 50 mostres d'aire que va prendre, però va concloure incorrectament que els CFCs no eren perillosos per al medi ambient.
El dany provocat pels CFCs fou descobert per Molina i Rowland que, després d'escoltar una conferència sobre el treball de Lovelock, s'embarcaren en una recerca que donà lloc al primer article publicat que suggeria la connexió el 1974. Es va descobrir que la no-reactivitat dels CFCs, un dels seus trets més atractius, ha estat l'instrument per a fer-los un dels contaminants més significatius, ja que aquest caràcter els dona un temps de vida que pot excedir en alguns casos els 100 anys. Això els dona temps de difondre's fins a l'estratosfera superior. Aquí, la radiació ultraviolada del sol és prou forta per a trencar els CFCs i alliberar els àtoms de clor en forma de radicals lliures altament reactius. Això catalitza la conversió de l'ozó en oxigen per mitjà d'una varietat de mecanismes, dels quals el més simple és:
Cl· + O₃ → ClO· + O₂
ClO· + O₃ → Cl· + 2 O₂
Ja que el clor es regenera al final d'aquestes reaccions, un únic àtom de Cl pot destruir molts milers de molècules d'ozó. Es considera que esquemes de reacció similars a aquest (però més complicats) són la causa del forat d'ozó observat sobre els pols i les altes latituds de la Terra. Les disminucions en l'ozó estratosfèric poden donar lloc a augments en el càncer de pell i produir la fallada de les collites.
El 1975, l'estat americà d'Oregon promulgava la primera prohibició del món sobre els CFCs (legislació introduïda per Walter F. Brown). Els Estats Units i uns quants països europeus prohibien el 1978 l'ús de CFCs en esprais, però els continuaven utilitzant en la refrigeració, escumejants, i com a dissolvent per a netejar equips electrònics. Pels voltants de 1985, els científics començaren a observar un dramàtic esgotament estacional de la capa d'ozó sobre l'Antàrtida. L'atenció internacional sobre els CFCs ocasionava una reunió de diplomàtics mundials a Mont-real el 1987. Redactaren un tractat, el Protocol de Montreal, que demanava una reducció dràstica en la producció de CFCs. El 2 de març, de 1989, dotze nacions de la Comunitat Europea acceptaven prohibir a la producció de tots el CFCs cap a finals del segle. El 1990, els diplomàtics es trobaren a Londres i votaren per reforçar significativament el Protocol de Montreal advocant per a una eliminació completa de CFCs per a l'any 2000.
Com que l'únic CFC disponible en els països que s'adhereixin al tractat és el reciclat, els seus preus han pujat considerablement. Un final mundial de la producció també hauria d'acabar amb el contraban d'aquest material, com el que es fa de Mèxic cap als Estats Units.
S'han presentat un cert nombre de substituts de CFCs. Els hidroclorofluorocarburs (HCFCs) són molt més reactius que el CFCs, així una fracció més gran dels HCFCs que s'emeten es descomponen a en la troposfera, i per això són eliminats abans que tinguin la possibilitat d'afectar la capa d'ozó. No obstant això, una part significativa dels HCFCs encara arriba i es descompon en l'estratosfera i, per tant, han contribuït a l'acumulació de clor més enllà del que originalment es va pronosticar. El desenvolupament de composts químics sense clor com a substituts dels CFCs i els HCFCs continua. Una tal classe són els hidrofluorocarburs (HFCs), que contenen només hidrogen i fluor. Un d'aquests composts, HFC-134a, s'utilitza ara en lloc del CFC-12 en els aires condicionats dels automòbils; malauradament aquest compost pot contribuir a l'escalfament global.
Hi ha preocupació que els halons s'estiguin descomponent i donin lloc en l'atmosfera terrestre a brom, que reacciona amb l'ozó de forma similar al clor, portant a esgotament de la capa d'ozó (això és semblant al que succeeix en el cas de clorofluorocarburs com els freons). En aquest cas l'assumpte és complicat: les classes de focs que exigeixen l'ús d'extintors d'halons per a ser apagats normalment provoquem més dany a la capa d'ozó que l'haló mateix, sense esmentar els danys humans i materials. Tanmateix, els sistemes d'extinció s'han de provar regularment, i aquestes proves poden ser responsables de la major part del dany a l'ozó per part dels halons. Com a resultat, s'han pres algunes mesures reguladores.
Als Estats Units, l'adquisició i l'ús de freons és regulat per l'Environmental Protection Agency (EPA), i s'imposen multes substancials per la seva descarrega a l'atmosfera. També s'exigeixen llicències per a comprar o utilitzar aquests productes químics.

## Seguretat
Els haloalcans que es troben en tubs de coure exposats es poden convertir en gas fosgen després d'entrar en contacte amb una calor extrema, com la que es produeix durant una soldadura o en un incendi. El fosgen també es pot crear al passant l'haloalcà per dintre d'un motor de combustió interna, o inhalant-lo a través d'un cigarret, cigar o pipa encès. El fosgen és una substància que s'utilitzava com a arma química en la Primera Guerra Mundial.